# Битинський Микола Аверкійович
Битинський Микола Оверкович (англ. Mykola Bytynsky; 24 листопада (6 грудня) 1893, Літин, Подільська губернія, Російська імперія — 24 грудня 1972, Торонто, Канада) — український геральдист, фалерист, поет, прозаїк, публіцист, вексилолог, мистецтвознавець, дослідник і розробник емблематики та уніформології, автор двох нагород УНР — Хреста Симона Петлюри (остаточний варіант) та Воєнного хреста, написав низку досліджень з указаних дисциплін, як графік створив чимало мистецьких творів, залишив по собі малярські роботи, книжкові ілюстрації, ікони, працював на педагогічній ниві, писав вірші, спогади.

## Біографія

### Дитячі та юнацькі роки
Народився Микола Битинський 24 листопада (6 грудня) 1893 року в містечку Літині на Поділлі, в родині Оверка Битинського, де було ще двоє дітей. Згодом родина переїхала до Кам'янця-Подільського; там губернський секретар О. Битинський працював у поштовому відомстві. У Кам'янці Микола пішов до школи. М. Битинський писав:
|  | По початковій науці вчився в 4-х класовій міській школі (міське училище), потім закінчив 2-х річні педагогічні курси, отримав звання народного вчителя і коротко вчителював у с. Карбівка Гайсинського повіту. По тому закінчив 4-х класну Художньо-Промислову школу по класу малювання. |

У промисловій школі Микола Битинський навчався з 1908 по 1912 роки. Учнем він був досить непоганим (крім співів), найкращі успіхи мав у малюванні, кресленні та каліграфії.

### Служба в імператорському війську
З початком першої світової війни М. Битинського мобілізували до російського війська, родина без батька, який на той час вже помер, переїхала до родичів на Чернігівщину, якомога далі від воєнних дій. Юнака направили служити рядовим 27-го запасного піхотного полку, 1 січня 1915 року переводять до 9-го Фінляндського полку, звідки 22 грудня того ж року посилають до 2-ї Оренбурзької школи прапорщиків, по закінченні якої він уже прапорщиком продовжує службу у 17-ій інженерній роті 66-го Бутирського полку під Двінськом, де у серпні 1917 року призначається начальником саперної команди. Демобілізувався з російського війська у листопаді 1917 року. За участь у бойових діях нагороджений орденом Святої Анни IV ступеню.

### Служба у війську УНР
До березня 1919 року М. Битинський мешкав у Кам'янці-Подільському, учителював у с. Демшин неподалік Кам'янця-Подільського і перебував на військовому обліку у гайсинського повітового «військового начальника».
І лише у березні 1919 року мобілізований до Армії УНР і призначений поручником 1-ї сотні інженерного куреня 2-го інженерного корпусу у Вінниці, але одразу направлений на місячні військово-вчительські курси, що готували інструкторів культурної і національної освіти. Влітку повертається до військової служби на посаду командира сотні 1-го рекрутового полку. В час боїв під Проскуровим у листопаді 1919 року потрапив у полон до денікінців, звідки згодом втік, але був інтернований поляками та направлений у табір в Ланьцуті.
Починаючи з березня 1920 року він служив у 6-ій стрілецькій дивізії (командир генерал Марко Безручко) як командир саперної сотні, у жовтні 1920 року підвищений до чину поручника зі старшинством з 10 травня 1917 року, тобто з часу демобілізації з російського війська. Пізніше, з його слів:
|  | в складі своєї дивізії брав участь в боях при поході на Київ і при відступі з нього. При тому брав чинну участь і в історичній обороні Замостя побудовою з технічним куренем сильних польових укріплень навколо міста, що дало можливість дивізії витримати тридобову тяжку облогу і масові штурми більшовицької кінноти Буденного |

.
З кінця 1920 року М. Битинський перебував у таборах інтернованих вояків Армії УНР, спочатку в Александруві-Куявському, а по тому у Щипйорно біля Каліша. Тут він служив начальником культурно-освітнього відділу штабу дивізії (начальник — генерал Всеволод Змієнко) і табору, де 1921 року його підвищено до рангу сотника зі старшинством з 10 листопада 1918 року.

### На викладацькій ниві
У таборах М. Битинський перебував до 1923 року, після їх ліквідації він перебрався до Праги, де на спеціальних матуральних курсах, організованих українським громадським комітетом, пройшов підготовку й у жовтні 1924 року, склавши іспити, отримав Свідоцтво зрілості матуральних курсів під числом 22, тобто атестат за середню школу. Того ж року був зарахований до Українського високого педагогічного інституту ім. М. Драгоманова у Празі на підвідділ історії й суспільних наук історико-літературного відділу.
1939 року учителював в Українській державній гімназії в с. Білки на Закарпатті, де вступив до лав Карпатської Січі. Певний час перебував на службі в Управі Музею визвольної боротьби України в Празі, а у 1942-1945 роках — на примусовій праці в Німеччині.

### На службі в Українській національній армії
Микола Битинський, як колишній військовик Армії УНР і учасник збройної боротьби на Закарпатті, був залучений до військової служби в штабі командувача УНА, отримавши чергове військове звання майора. У його службовому посвідченні читаємо: 
|  | Цим стверджується, що майор Микола Битинський, народжений 24 XII 1893 року, дійсно є старшим старшиною штабу Української Національної Армії. Це посвідчення одночасно служить перепусткою на вступ майора Битинського до приміщень штабу Армії. |

### В таборах для переміщених осіб
Протягом 1945-1950 років учителював в українських освітніх закладах у таборах для переміщених осіб, займався політичною, громадською, культурно-освітньою роботою. Активний діяч Української родовідної установи.

### Викладацька, наукова та громадська діяльність у Канаді
1951 року емігрував до Канади, де одинадцять років працював викладачем на п'ятирічних курсах українознавства імені Григорія Сковороди в Торонто (1950–1961), викладачем історії України та українського мистецтва на Курсах українознавства ім. І. Котляревського в м. Торонто. Автор підручників «Архітектура», «Українське малярство», поетичної збірки «В громі і бурі». Активний діяч Українського генеалогічного і геральдичного товариства.
24 грудня 1972 року Микола Битинський помер. Поховали його в Торонто на цвинтарі на Сен-Клері англ. Cemetery on St. Clair Секція 40, ділянка 17.

## Проєкти
- Хрест Симона Петлюри;

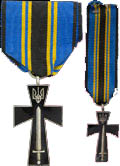
Хрест Симона Петлюри

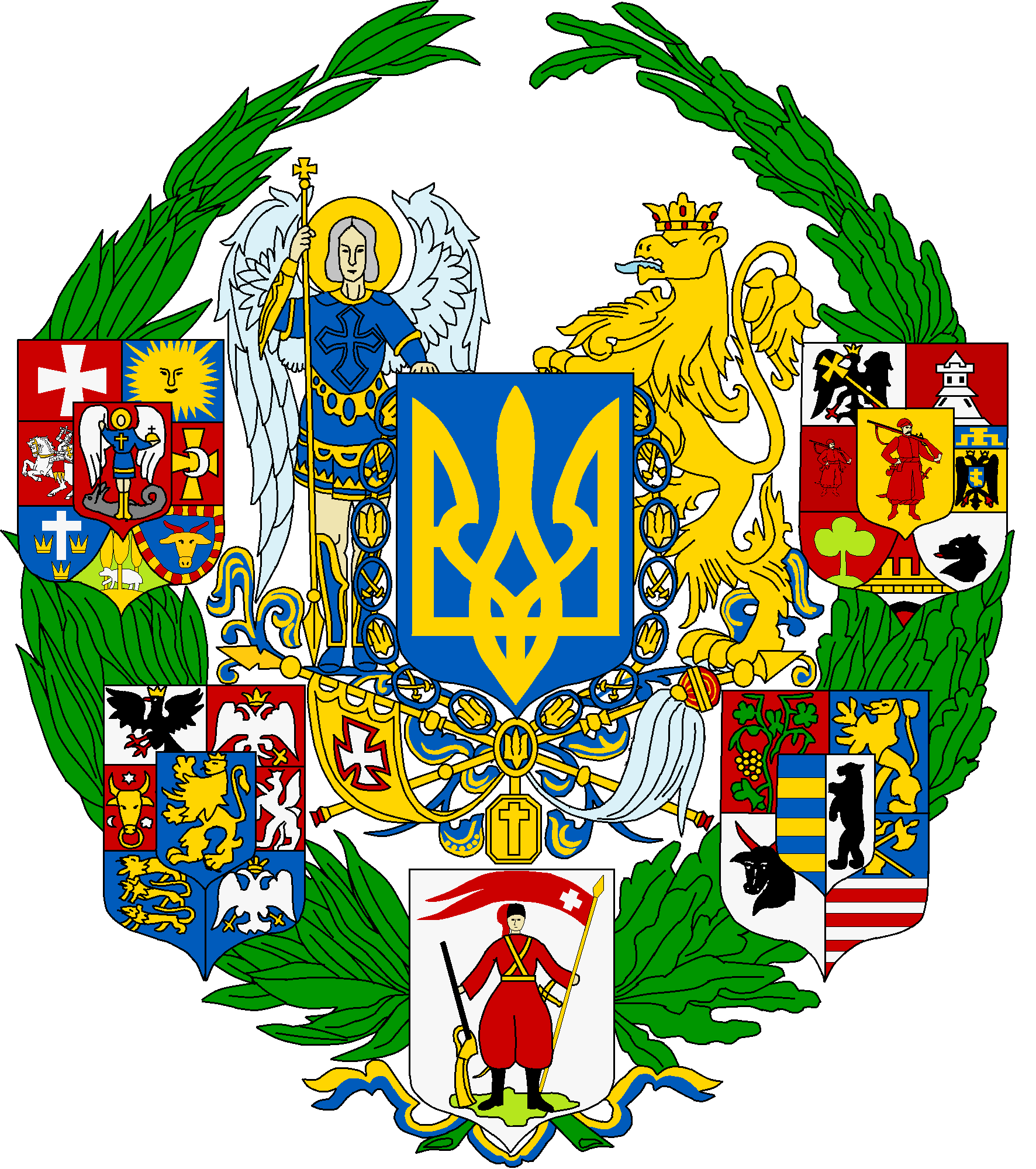
Державний герб великий Української соборної держави

Герб УНР проєкту М. Битинського (1939 рік)

- емблема гідротехнічного відділу Української академії у Подєбрадах;
- значок Громади українських і білоруських студентів-лісівників Празького політехнічного інституту;
- знак Українського педагогічного інституту імені М. Драгоманова;
- емблема Українського вільного козацтва у Празі;
- печатка Студентської громади при Українському педагогічному інституті імені М. Драгоманова;
- Герб Вільного козацтва;
- художнє оформлення річника «Календар-альманах „Вольного казачества — Вільного козацтва“ на рік 1930 год»;
- прапор Товариства «Сокіл» у Празі;
- прапор Союзу українського Сокільства за кордоном;
- прапор Товариства «Січ» у Братиславі;
- прапор Української громади в Софії;
- прапор Дружини лицарів Хреста Симона Петлюри;
- надгробок президента Білоруської Народної Республіки Петра Кречевського (Прага);
- надгробок полковника донських козаків Фролова (Літомишль);
- печатка Українського Національного Комітету у Берліні;
- надгробок на могилі українських робітників-остарбайтерів в Ашаффенбурзі, що загинули внаслідок бомбардування союзницькою авіацією в кінці Другої світової війни;
- Воєнний хрест (УНР);
- прапор Буковинського куреня;
- прапори кількох станиць Союзу бувших українських вояків (СбУВ);
- прапор Союзу українських ветеранів Канади (СУВ);
- прапор Об'єднання української демократичної молоді (ОДУМ);
- прапори кількох пластових куренів, серед них куреня ім. С. Петлюри;
- печатка Українського архіву-музею у Чикаго;
- печатка Українського народного дому у Торонто;
- печатка курсів українознавства ім. Г. Сковороди та ім. І. Котляревського;
- печатка Об'єднання українських педагогів Канади;
- печатка митрополита Української Греко-Православної Церкви Канади Іларіона Огієнка;
- надгробок на могилі о. П. Білона у Бавн-Бруці;
- надгробок на могилі лікаря 4-ї київської дивізії Армії УНР О. Плітаса;
- надгробок на могилі єпископа Платона;
- надгробок на могилі полковника О. Петлюри;
- надгробок на могилі підполковника О. Омельченка;
- надгробок на могилі сотника О. Савченка.

До кінця 1930-х років Микола Битинський підготував цілу низку таблиць, окремі з них були видрукувані як поштівки: «Державні Відзнаки України» (герби — великий, середній і малий, прапори, корогви, значки, печатки — велика, середня і мала; Прага, 1939), «Соборний Герб України» (Відень, 1940), «Герби українських земель» (Відень, 1940).
14 березня 2020 році Микола Савчук провів лекцію для Наукового товариства імені Шевченка у США темою якої був «Альбом уніформ української армії та фльоти за добу визвольної боротьби 1917-1921» (Прага, 1937 рік), який “Склав М. Битинський Сотник Армії УНР”. У серпні 2021 році, напередодні 30-річчя Незалежності, цей альбом та інші роботи Миколи Битинського експонувалися у Національному музеї історії України у Другій світовій війні в рамках виставки «За Волю України». У лютому 2022 році відбулась повторна експозиція цієї виставки. У серпні 2022 року виставка експонувалася у Литві.

## Вшанування пам'яті
У Вінниці є вулиця Миколи Битинського.